# 羅薩里奧貝拉佩尼亞洛薩縣
31°20′27″S 66°35′29″W / 31.34083°S 66.59139°W

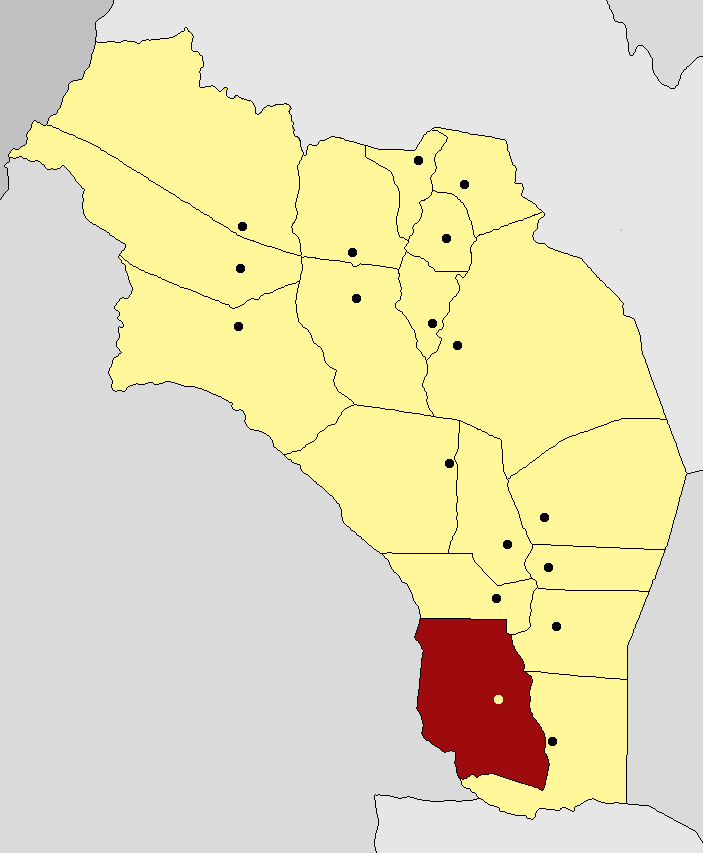

羅薩里奧貝拉佩尼亞洛薩縣（西班牙語：Departamento Rosario Vera Peñaloza），是阿根廷的縣份，位於該國西北部拉里奧哈省，首府設於切佩斯，面積6,114平方公里，2010年人口14,054，人口密度每平方公里2.3人。